# Graptemys pseudogeographica
Graptemys pseudogeographica е вид костенурка от семейство Блатни костенурки (Emydidae). Видът не е застрашен от изчезване.

## Разпространение
Разпространен е в САЩ (Айова, Арканзас, Илинойс, Индиана, Канзас, Кентъки, Луизиана, Минесота, Мисисипи, Мисури, Небраска, Оклахома, Охайо, Северна Дакота, Тексас, Тенеси, Уисконсин и Южна Дакота).

## Описание
Продължителността им на живот е около 35,4 години.